# 1673
| [ Edytuj tabelę ]              | |
| Król Polski                    | - 1668 Michał Korybut Wiśniowiecki 1674 |
| Współksiążęta Andory           | - 1670 Pere de Copons i de Teixidor 1681 - 1643 Ludwik XIV 1715                                                                             |
| Król Anglii i Szkocji          | - 1660 Karol II 1685 |
| Elektor Bawarii                | - 1651 Ferdynand Maria 1679 |
| Elektor Brandenburgii          | - 1640 Fryderyk Wilhelm 1688 |
| Sułtan Brunei                  | - 1660 Abdul Mubin 1673 - 1673 Muhyiddin 1690                                                                                               |
| Cesarz Chin                    | - 1661 Kangxi 1722 |
| Król Czech                     | - 1657 Leopold I Habsburg 1705 |
| Król Danii                     | - 1670 Chrystian V 1699 |
| Dalajlama                      | - 1617 Lobsang Gjaco 1682 |
| Cesarz Etiopii                 | - 1667 Jan I 1682 |
| Król Francji                   | - 1643 Ludwik XIV 1715 |
| Król Hiszpanii                 | - 1665 Karol II 1700 |
| Landgraf Hesji-Kassel          | - 1670 Karol I Heski 1730 |
| Stadhouder Holandii            | - 1672 Wilhelm III Orański 1702 |
| Szach Iranu                    | - 1666 Safi II 1694 |
| Państwo Wielkich Mogołów       | - 1658 Aurangzeb 1707 |
| Król Irlandii                  | - 1660 Karol II Stuart 1685 |
| Cesarz Japonii                 | - 1663 Reigen 1687 |
| Kalif                          | - 1648 Mehmed IV 1687 |
| Patriarcha Konstantynopola     | - 1671 Dionizy IV Muzułmanin 1673 - 1673 Gerazym II 1674                                                                                    |
| Władca Korei                   | - 1659 Hyŏnjong 1674 |
| Książę Kurlandii i Semigalii   | - 1642 Jakub Kettler 1682 |
| Książę Liechtensteinu          | - 1627 Karol Euzebiusz 1684 |
| Sułtan Maroka                  | - 1672 Maulaj Isma’il 1727 |
| Książę Monako                  | - 1662 Ludwik I 1702 |
| Król Nawarry                   | - 1643 Ludwik XIV 1710 |
| Król Norwegii                  | - 1670 Chrystian V 1699 |
| Sułtan Omanu                   | - 1649 Sultan I ibn Sajf 1688 |
| Elektor Palatynatu             | - 1648 Karol I Ludwik 1680 |
| Papież                         | - 1670 Klemens X 1676 |
| Książę Parmy i Piacenzy        | - 1646 Ranuccio II 1694 |
| Król Portugalii                | - 1656 Alfons VI 1683 |
| Książę w Prusach               | - 1640 Fryderyk Wilhelm Wielki Elektor 1688                                                                                                 |
| Car Rosji                      | - 1645 Aleksy I 1676 |
| Cesarz Rzymski (niemiecki)     | - 1658 Leopold I Habsburg 1705 |
| Kapitanowie Regenci San Marino | - 1672 Alessandro Belluzzi Sforza Cionini 1673 - 1673 Ottavio Giannini Alfonso Tosini 1673 - 1673 Giambattista Tosini Francesco Angeli 1674 |
| Elektor Saksonii               | - 1656 Jan Jerzy II Wettyn 1680 |
| Król Szwecji                   | - 1660 Karol XI 1697 |
| Król Tajlandii                 | - 1656 Narai 1688 |
| Sułtan Turków                  | - 1648 Mehmed IV 1687 |
| Doża Wenecji                   | - 1659 Domenico Contarini 1674 |
| Król Węgier                    | - 1655 Leopold I 1705 |
| Książęta Wirtembergii          | - 1628 Eberhard III 1674 |

Rok 1673 / MDCLXXIII
stulecia: XVI wiek ~
XVII wiek ~
XVIII wiek

lata: 1663 «
1668 «
1669 «
1670 «
1671 «
1672 «
1673
» 1674
» 1675
» 1676
» 1677
» 1678
» 1683

## Wydarzenia w Polsce
- 4 stycznia – konfederaci gołąbscy zebrali się na zjeździe w Warszawie.
- 12 marca – na sejmie pacyfikacyjnym podpisano traktat, który zakończył konflikt króla z opozycją i rozwiązał konfederacje: gołąbską i szczebrzeszyńską wobec zagrożenia kolejnym najazdem tureckim[1].
- na Sejmie podjęto decyzję, że co trzeci sejm będzie się odbywał w Grodnie, które od tego czasu stało się jednym z dwóch miast sejmowych (obok Warszawy)
- 10 listopada – we Lwowie umarł król Michał Korybut Wiśniowiecki (być może został otruty).
- 11 listopada – wojna polsko-turecka: wojska polskie pod dowództwem hetmana Jana Sobieskiego pokonały Turków pod dowództwem Husejna Paszy w bitwie pod Chocimiem.

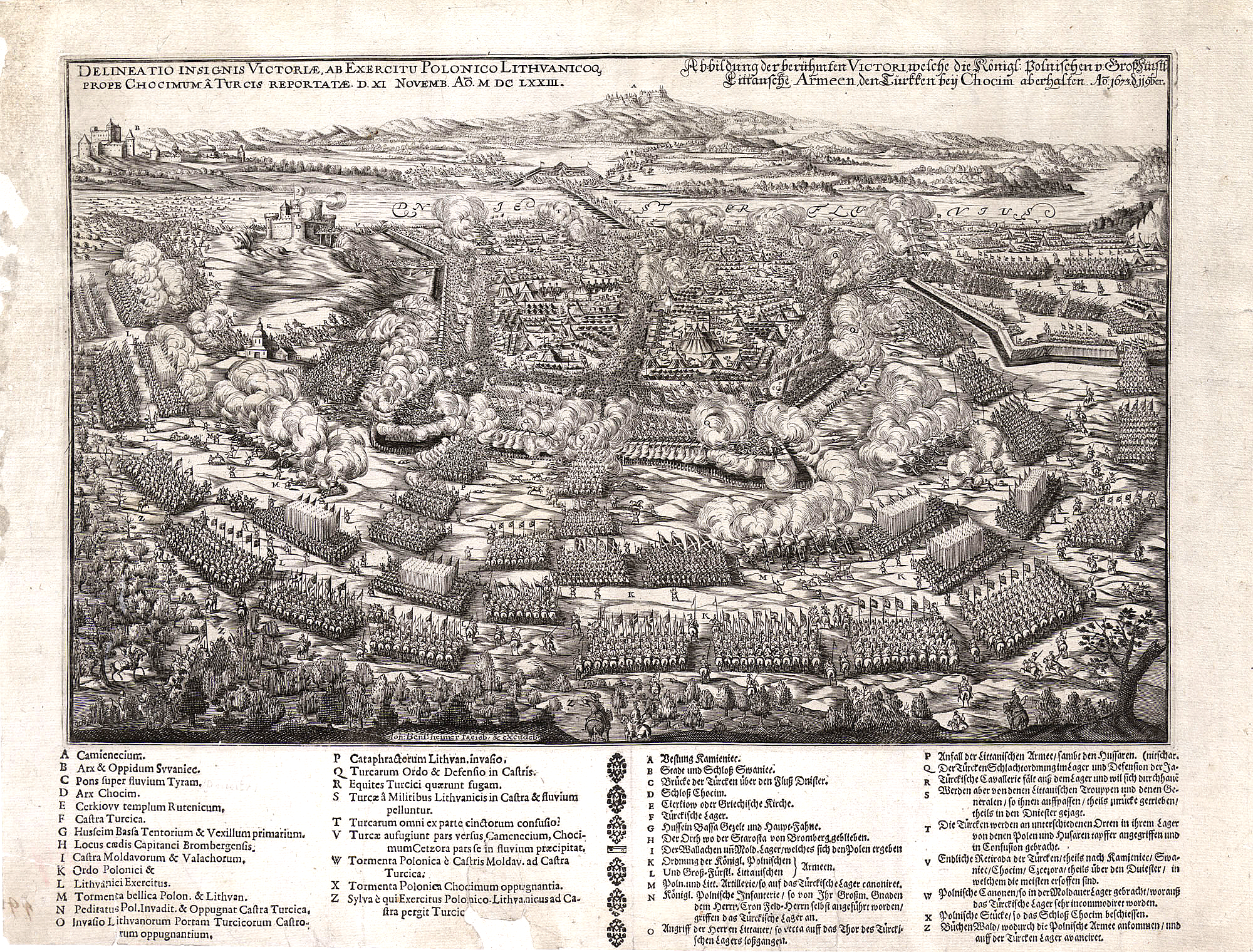
Bitwa pod Chocimiem

- Listopad-grudzień – wyprawa zbrojna Sobieskiego do Mołdawii, zakończona niepowodzeniem po przejściowym opanowaniu Jass wobec dezercji oddziałów litewskich pod wodzą hetmana wielkiego litewskiego Michała Paca[2].

## Wydarzenia na świecie
- 12 stycznia – w Amsterdamie użyto po raz pierwszy wężów strażackich do gaszenia pożaru.
- 7 czerwca – wojna Francji z koalicją hiszpańsko-austriacko-lotaryńską: zwycięstwo floty holenderskiej nad francusko-angielską w I bitwie pod Schooneveld.
- 13 czerwca – wojna Francji z koalicją hiszpańsko-austriacko-lotaryńską: rozpoczęło się oblężenie Maastricht.
- 14 czerwca – wojna Francji z koalicją hiszpańsko-austriacko-lotaryńską: druga bitwa morska pod Schooneveld.
- 17 czerwca – francuska wyprawa pod wodzą Jacques’a Marquette wpłynęła na rzekę Missisipi.
- 25 czerwca – w oblężeniu Maastricht podczas wojny Francji z koalicją poległ kapitan muszkieterów gwardii Charles de Batz-Castelmore d’Artagnan, pierwowzór postaci gaskońskiego szlachcica – głównego bohatera powieści Trzej muszkieterowie Aleksandra Dumasa.
- 26 czerwca – wojna Francji z koalicją hiszpańsko-austriacko-lotaryńską: kapitulacja garnizonu holendersko-hiszpańskiego w Maastricht.
- 21 sierpnia – III wojna angielsko-holenderska: zwycięstwo floty holenderskiej w bitwie morskiej pod Texel.
- 11 listopada – wojna polsko-turecka: bitwa pod Chocimiem.
- Ludwik XIV, król Francji, wydał ordonans o handlu.
- Po raz pierwszy wystawiono komedię Moliera „Chory z urojenia”

## Urodzili się
- 31 stycznia – Ludwik Maria Grignion de Montfort, francuski ksiądz, święty katolicki (zm. 1716)
- 2 października - Franciszek Kaznowski, polski duchowny katolicki, biskup pomocniczy poznański (zm. 1732)
- 18 października - Maria Teresa Sobieska, królewna polska (zm. 1675)
- 30 grudnia – Ahmed III, sułtan imperium osmańskiego (zm. 1736)

## Zmarli
- 17 lutego – Molière, francuski komediopisarz i aktor (ur. 1622)
- 20 marca – ks. Augustyn Kordecki, paulin, obrońca klasztoru na Jasnej Górze (ur. 1603)
- 15 kwietnia – prymas Mikołaj Jan Prażmowski (ur. 1617)
- 11 sierpnia – Krzysztof Jan Żegocki, partyzant z czasów potopu szwedzkiego (ur. 1618)
- 10 listopada – Michał Korybut Wiśniowiecki, król Polski (ur. 1640)

- data dzienna nieznana: 
  - Yinyuan Longqi – chiński mistrz chan ze szkoły linji, założyciel szkoły ōbaku w Japonii (ur. 1592)

Mikołaj Skrzetuski – polski szlachcic, wydostał się z oblężonego przez Kozaków Zbaraża, pierwowzór Jana Skrzetuskiego z „Ogniem i mieczem” (ur. ok. 1610)

## Święta ruchome
- Tłusty czwartek: 9 lutego
- Ostatki: 14 lutego
- Popielec: 15 lutego
- Niedziela Palmowa: 26 marca
- Wielki Czwartek: 30 marca
- Wielki Piątek: 31 marca
- Wielka Sobota: 1 kwietnia
- Wielkanoc: 2 kwietnia
- Poniedziałek Wielkanocny: 3 kwietnia
- Wniebowstąpienie Pańskie: 11 maja
- Zesłanie Ducha Świętego: 21 maja
- Boże Ciało: 1 czerwca